# Lophopilumnus dilatipes
Lophopilumnus dilatipes is een krabbensoort uit de familie van de Pilumnidae. De wetenschappelijke naam van de soort is voor het eerst geldig gepubliceerd in 1849 door Adams & White.